# Aktion 10:23
Die Aktion 10:23 (auch Aktion 10 hoch 23 und Aktion 1023; englisch 10:23 Campaign) ist eine Kampagne von Verbraucherschützern und Anhängern der Skeptikerbewegung gegen Homöopathie. Ziel der Kampagne ist es, Grundlagenkritik und negative Studienergebnisse zur Homöopathie zu verbreiten. Durch die Einnahme einer Überdosis an hochpotenzierten Homöopathika aus der Apotheke soll demonstriert werden, dass, wer naturwissenschaftliche Grundlagen verstanden hat, ohne Bedenken 10 Gramm Zucker Globuli essen kann. Diese Tatsache soll neugierig machen, mehr darüber zu erfahren, was hinter den Prinzipien der Homöopathie steckt.

## Kampagne
Der Name der Kampagne ist eine Anspielung auf die Potenzierung in der Homöopathie und leitet sich von der Avogadro-Konstante ab, einer physikalischen Konstante, die als Teilchenzahl pro Stoffmenge definiert ist. Bei Verdünnung von einem Milliliter einer einmolaren Lösung um diesen Faktor ist in einem Milliliter der neuen Lösung, statistisch gesehen, jeweils nur noch ein einziges Molekül der Ausgangssubstanz vorhanden. Bei weiterer Verdünnung der Lösung geht die Wahrscheinlichkeit, dass bei der Entnahme eines Milliliters Flüssigkeit überhaupt noch ein Molekül der Ausgangssubstanz enthalten ist, gegen Null.
Am 30. Januar 2010 nahmen Angehörige der britischen und neuseeländischen Skeptikerbewegung erstmals massive Überdosen homöopathischer Arzneimittel ein, um zu demonstrieren, dass es sich bei hochpotenzierten Homöopathika nur um überteuerte Zuckerkügelchen aus der Apotheke handelt. Die Aktion wurde am 5. Februar 2011, um 10.23 Uhr, in 30 Ländern und 70 Städten erneut durchgeführt. Für  Deutschland und Österreich organisierte der Skeptikerverein GWUP die Aktion. Die Aktion in Köln wurde vom Kriminalbiologen Mark Benecke moderiert. Seit 2011 wird die Aktion vereinzelt durchgeführt, wie im Oktober 2013 in Zürich und am 11. April 2014 in Wien. 2016 wurde die Aktion in einigen Städten Deutschlands (z. B. Berlin, Hamburg und Köln) wiederholt: Am 23. Oktober 2016 um 10:23 haben wieder homöopathiekritische Menschen eine Überdosis hochpotenzierter Homöopathika eingenommen, um zu demonstrieren, dass entgegen den Aussagen in Hahnemanns Organon (§ 137, 275, 276) eine Überdosierung keine Folgen hat. Auch diesmal wurde die Aktion im deutschsprachigen Raum wieder von der Gesellschaft zur wissenschaftlichen Untersuchung von Parawissenschaften e. V. (GWUP) organisiert.

## Kritik
Die Karl und Veronica Carstens-Stiftung wies in einer Stellungnahme darauf hin, dass homöopathische Arzneimittel in Deutschland dem Arzneimittelgesetz (AMG) unterliegen. Der Aufruf, sie kollektiv einzunehmen, könne daher einer klinischen Prüfung gleichkommen und damit genehmigungspflichtig sein. Das Bundesinstitut für Arzneimittel und Medizinprodukte (BfArM) als zuständige Oberbehörde des Bundesministeriums für Gesundheit prüfe den Sachverhalt.
Das BfArM sah jedoch mangels belastbarer Informationen keine Grundlage für eine Einschätzung und damit auch keinen Anlass für weitere Untersuchungen.
Weiterhin meinte die Carstens-Stiftung, dass die Aktionen nach wissenschaftlichen Kriterien keinerlei Aussagekraft hätten und sie das eigentliche Erkenntnisproblem in der Homöopathieforschung trivialisiere, da das komplexe Therapiesystem Homöopathie auf die Eigenschaften der homöopathischen Arzneimittel reduziert würde. Außerdem sei die einmalige Einnahme einer Hochpotenz bei gesunden Personen nur selten ausreichend, eine Reaktion hervorzurufen.
Der Bundesverband der Arzneimittel-Hersteller behauptete, dass die Aktion überholte Vorurteile kultiviere und in verantwortungsloser Weise die Patienten desinformiere.